# Crenicichla gillmorlisi
Crenicichla gillmorlisi es una especie de pez que integra el género Crenicichla de la familia Cichlidae en el orden de los Perciformes. 

## Distribución geográfica
Este pez habita en el centro-este de América del Sur, siendo endémica del río Acaray, un afluente por la margen derecha del río Paraná, en los departamentos de Alto Paraná y Caaguazú, del este del Paraguay. Posee su desembocadura inmediatamente aguas abajo de la Represa de Itaipú. 

## Taxonomía y especies similares
Fue descrita para la ciencia en el año 2013 por los ictiólogos Sven O. Kullander y Carlos Alberto Santos de Lucena.
El ejemplar holotipo es el: MNHNP 126, una hembra adulta, de 76,2 mm de longitud estándar; con localidad tipo en: «Paraguay, Departamento Alto Paraná, río Acaray, en el brazo seco justo bajo la represa». Fue colectada el 15 de mayo de 1982, durante la expedición del Museo de Historia Natural de Ginebra, por L. Naylor y otros.
Los ejemplares se depositaron en las siguientes instituciones: Museo Nacional de Historia Natural del
Paraguay, San Lorenzo (MNHNP); Museo de Historia Natural de Ginebra, Ginebra (MHNG); Colección de
Referencia, Itaipú Binacional, Ciudad del Este (MHNIB); y Museo Sueco de Historia Natural, Estocolmo (NRM).
La especie más parecida a esta es Crenicichla mandelburgeri, tanto en medidas proporcionales como meristicas, pero se distingue por detalles en su patrón de coloración, con el cuerpo y las aletas dorsal, caudal y anal cubiertos por pequeñas motas.
El macho de mayor tamaño midió 174,3 mm, mientras que la mayor hembra fue una de 120,1 mm.
Etimología
El nombre específico rinde honor al ictiólogo Walter Alfredo Gill Morlis Arrambide, de la entidad Itaipú Binacional, responsable por los trabajos de monitoreo de la biodiversidad íctica en la margen derecha del embalse, Ciudad del Este, Paraguay. 
Ha contribuido considerablemente a las encuestas PROVEPA de peces en afluentes del río Paraná y un especial reconocimiento a su compromiso de largo plazo para inventariar las especies de peces de dicho río.